# Rerelínia

Posició dels rerelínies a l'inici de jugada en una formació 4-3.

El rerelínia, en anglès linebacker (LB), és un tipus de jugador defensiu de futbol americà.
Els rerelínia formen part de l'equip defensiu, però no pertanyen ni a la secundària ni a la línia defensiva, encara que quan es parla d'un esquema defensiu, per exemple 4-3, la línia defensiva és el 4, i ells són el 3 (això es diu així per què parla del número de jugadors per línia). Els linebacker, per tant juguen a la part intermèdia de la defensa, a partir d'entre 3 i 5 iardes per darrere de la línia de scrimmage, a la zona que els estatunidencs anomenen middle ground, que es podria traduir com terreny mitjà.
Tenen diverses funcions que depenen de factors com la formació en que juga la defensa, la jugada de l'equip atacant, les primeres reaccions de la línia defensiva, etc... Han de placar els corredors que passin la primera línia, o com a mínim obligar-los a córrer per on saben que la secundària els podrà placar: han de procurar cobrir les línies de passada i els receptors; si cal han d'avançar per recolzar la línia defensiva o recular per ajudar la secundària, etc...
Acostumen a ser jugadors alts i forts, i molt ràpids i explosius per poder cobrir tota la feina que han de fer. També han de ser intel·ligents i veure les jugades de l'ofensiva per avançar-se tot el possible.
Hi han dos tipus principals de rerelínies:

Posició dels rerelínies a l'inici de jugada en una formació 3-4.

- el rerelínia del mig o interior (MLB o ILB, pel nom en anglès), acostumen a ser els autèntics líders de l'equip defensiu. Molt sovint és l'encarregat de ordenar als companys la jugada a fer, d'acord amb l'entrenador, i per això de vegades l'anomenen el rerequart defensiu.[5] Acostumen a buscar el sac i el placatge al corredor, i habitualment lideren les estadístiques dels seus equips en aquests aspectes.[3][4] Si l'esquema defensiu és 3-4 juguen dos anomenant-se ILB; si és 4-3 juga només un, el MLB;[3][6]
- els rerelínies exteriors (OLB, offside linebackers), que acostumen a ser dos i segons la seva posició són anomenats Strongside Linebacker (SLB) o Weakside Linebacker (WLB). Els primers són els que defensen el costat fort, habitualment el dret de l'atac, que és per on van la majoria de corregudes i, per tant, són jugadors ràpids però potents; i els WLB es dediquen més a defensar les passades, així que són molt ràpids i hàbils.[3][4][6]